# Kemi Badenoch
Olukemi Olufunto "Kemi" Badenoch, född 2 januari 1980 i Wimbledon i London, är en brittisk IT-ingenjör och politiker. Hon är sedan 2 november 2024 partiledare för Konservativa partiet och oppositionsledare i Storbritannien. Hon var 2022–2023 handelsminister och 2023–2024 närings- och handelsminister i Storbritanniens regering (till en början i regeringen Truss och därefter i regeringen Sunak). Hon var även kvinno- och jämställdhetsminister 2022–2024.

## Biografi

### Uppväxt och utbildning
Kemi Badenoch är ett av tre barn till allmänläkaren Femi Adegoke och fysiologiprofessorn Feyi Adegoke. Hon växte upp i Lagos i Nigeria och i USA, där hennes mor undervisade. Hon återvände till Storbritannien vid 16 års ålder. 
Badenoch studerade på Phoenix College i Morden i London. Hon utbildade sig därefter i data- och systemanalys på University of Sussex, där hon tog magisterexamen 2003.

### Yrkesliv
Kemi Badenoch arbetade efter examen inom IT-sektorn, först på Logica 2003–2006, samtidigt som hon deltidsstuderade juridik på Birkbeck College på University of London, med kandidatexamen 2009. Hon arbetade därefter som systemanalytiker på Royal Bank of Scotland, senare på privatbanken Coutts 2006–2013 och som IT-chef på The Spectator 2015–2016. 

### Politisk karriär
Badenoch valdes 2017 till parlamentsledamot för valkretsen Saffron Walden i Essex. Hon utnämndes till minister utan portfölj för barn- och familjefrågor i premiärminister Boris Johnsons regering 2019 och blev 2020 motsvarande på finansministeriet och dito för jämställdhetsfrågor. I juli 2022 avgick Badenoch från regeringen i protest mot Johnson. Efter att denne strax därefter annonserat sin avgång ställde Badenoch upp som en av kandidaterna i partiledarvalet för Konservativa partiet, och kom på fjärde plats.
Efter att Liz Truss tillträtt som premiärminister i september 2022 blev Badenoch minister för internationell handel, en post som gjorde henne till fullvärdig medlem av regeringen (cabinet minister). Hon satt kvar på posten även efter att Rishi Sunak tagit över som premiärminister i oktober 2022. I februari 2023 utökades hennes ansvarsområde när hon blev närings- och handelsminister. Hon var samtidigt med dessa uppdrag även kvinno- och jämställdhetsminister 2022–2024.
Efter att Konservativa partiet förlorat valet 2024 avgick Sunak som partiledare. Badenoch var en av sex kandidater som ställde upp i det partiledarval där Sunaks efterträdare utsågs, och sågs som en av favoriterna. Parlamentsgruppen röstade sedan fram henne och Robert Jenrick som de två slutkandidaterna som partiets medlemmar fick ta ställning till. Badenoch vann omröstningen med drygt 56 procent av rösterna, och är sedan 2 november 2024 partiledare för Konservativa partiet.

## Privatliv
Kemi Badenoch är gift med banktjänstemannen och den tidigare konservative lokalpolitikern Hamish Badenoch. Paret har två döttrar och en son.